# Торгайські рудники
Торгайські рудники – колишній гірничодобувний комплекс в Костанайській області Казахстану, що провадив розробку Амангельдинського бокситоносного району (родовища Аркалицьке, Нижньо-Ашутське, Верхньо-Ашутське, Уштобінське, Північне).
Урядове рішення про спорудження Торгайських бокситових рудників (в комплексі із глиноземним заводом у Павлодарі) прийняли у 1956 році. Розробка, що велась відкритим способом, стартувала в 1958-му, при цьому з 1961-го вона здійснювалась через Торгайське бокситове рудоуправління. З 1976-го до розробки почали залучати родовища другої черги (Нижньо-Ашутське, Верхньо-Ашутське, Уштобінське). Річна потужність рудоуправління становила до 1,3 млн бокситів, а також 0,3 млн тон супутньої продукції – вогнетривких глин.
Вже станом на 2010 рік запаси родовищ були майже випрацьовані. В 2021-му Торгайське рудоуправління закрили, а у 2023-му завершили рекультивацію гірничих відводів. 
Всього за час існування рудників з кар’єрів підняли 1,5 млрд м3 гірських порід та видобули понад 80 млн тон бокситів та 20 млн тон вогнетривкої глини.